# Crenicara
Crenicara es un pequeño género de peces de la familia Cichlidae con solo 2 especies endémicas de Sudamérica.

## Especies
- Crenicara latruncularium Kullander & Staeck, 1990
- Crenicara punctulatum Günther, 1863